# 하와이목화
하와이어로 마오(Maʻo)라고도 불리는 하와이목화(Gossypium tomentosum)는 목화속에 속하는 하와이 제도의 고유종이다.